# Șelimbăr
Selimbar là một xã thuộc hạt Sibiu, România. Dân số thời điểm năm 2002 là 4932 người.